# Cine Alborada
El Cine Alborada es trobava al barri de Les Corts de Barcelona, al carrer de Galileu número 282-288, a tocar de Sants. Tenia capacitat per a 845 localitats i romangué obert entre 1948 i 1964. En un primer moment obria només dijous, dissabtes, diumenges i festius, tot i que al final acabà obrint cada dia.
Formava part del grup Las Arenas, SA, juntament amb el Gayarre i l'Arenas, amb els quals compartia programació de sessió doble de reestrena i NO-DO. Aquestes sessions compartides es desenvolupaven de tal manera que hi havia, en els dies de projecció, una rotació entre els tres cinemes. Així, les bobines de pel·lícula es traslladaven d'una sala a l'altra per poder fer servir el mateix material de projecció.